# Sphenomorphus concinnatus
Sphenomorphus concinnatus är en ödleart som beskrevs av  George Albert Boulenger 1887. Sphenomorphus concinnatus ingår i släktet Sphenomorphus och familjen skinkar. Inga underarter finns listade i Catalogue of Life.